# Buritis (Minas Gerais)
Buritis es un municipio brasileño del estado de Minas Gerais. Su población estimada en 2013 es de 23 979 habitantes, según el Instituto Brasileño de Geografía y Estadística (IBGE).

## Clima
Según la clasificación climática de Köppen, el municipio se encuentra en el clima tropical seco Aw.
Según datos del Instituto Nacional de Meteorología (INMET), referentes al período de 1980 a 1984, 1986, 1988 y 1991 a 2003, la temperatura más baja registrada en Buritis fue de 6,7 °C el 18 de julio de 2000, y la mayor alcanzó 40 °C en cinco ocasiones: 4 de octubre de 1995, octubre de 1999 (17 y 18) y octubre de 2000 (21 y 22). El mayor acumulado de precipitación en 24 horas fue de 161,6 milímetros (mm) el 15 de marzo de 2000. Otros grandes acumulados iguales o superiores a 100 mm fueron 139,8 mm el 17 de noviembre de 2000, 119,8 mm el 4 de febrero de 2002, 112,1 mm el 8 de abril de 1983, 105,4 mm el 25 de diciembre de 1999 y 103,4 mm el 22 de noviembre de 1994. diciembre de 1998, con 456,6 mm, fue el mes de mayor precipitación.